# Michael Kremer
Pour les articles homonymes, voir Kremer.
 (octobre 2019).
Michael Robert Kremer, né le 12 novembre 1964, est un économiste américain du développement et professeur de la chaire Gates des sociétés en développement à l'Université Harvard. Il est membre de l'American Academy of Arts and Sciences et lauréat du prix MacArthur – le prix des génies. Il est également l'un des 50 meilleurs chercheurs du Scientific American, prix de la Présidence pour scientifiques et ingénieurs (NSF Presidential Faculty Fellowship) en début de carrière. Il a été nommé jeune leader mondial par le Forum économique mondial. En 2019, il partage le Prix de la Banque de Suède avec Abhijit Banerjee et Esther Duflo.

## Biographie
Décrit par ses pairs comme un être à part, Kremer, d’origine juive, est un économiste dont l'apport « est exceptionnel en ce qu'il allie à la théorie économique des techniques empiriques pointues et les applique à des questions stratégiques cruciales de l'économie du développement », selon Amartya Sen.  
Ses travaux portent sur l'utilisation de mesures incitatives, en particulier la conception de mécanismes d'incitation pour encourager le développement de vaccins pour les pays en développement, et l'utilisation des essais randomisés pour évaluer les interventions dans les sciences sociales et l'évaluation aléatoire. Pour beaucoup, il est en cela le promoteur de l'économie du « micro-développement ». Il est le créateur de la théorie économique concernant la complémentarité des compétences, Kremer O-Ring Theory of Economic Development ou la fonction de production de type O-Ring. Théorie pouvant éclaircir  divers faits stylisés dans les domaines de l'économie du travail et du développement. Se basant sur cette théorie, il a trouvé des résultats qui vont à l'encontre du modèle classique de Heckscher-Ohlin. 
Il a également proposé une des plus convaincantes explications pour le phénomène du Système mondial de croissance hyperbolique de population  observée avant le début des années 1970, ainsi que les mécanismes économiques de la transition démographique.  Du reste, il a aussi exploré d'autres domaines de l'économie: sanctions commerciales, l'immigration, la dette odieuse, le problème du braconnage, la conservation des antiquités et les retombées de la participation au pèlerinage à La Mecque. 
Diplômé d'Harvard, cet ancien professeur du MIT est aussi connu en dehors du cercle universitaire par son action inlassable auprès des pouvoirs publics et des ONG. Il a ainsi proposé que les pouvoirs publics s'engagent contractuellement à assurer les débouchés d'un médicament ou d'un vaccin contre une maladie en achetant un nombre suffisant de ces remèdes pour en garantir la rentabilité. Cette formule incite les laboratoires à étudier des maladies plus rares et touchant les pays pauvres. Cette “garantie d’achats futurs” a été testée avec succès pour un vaccin contre les pneumocoques administré par la Global Alliance for Vaccines & Immunization (GAVI).
Il est par ailleurs fondateur de WorldTeach, un organisme à but non lucratif qui  a envoyé 370 professeurs dans des pays en développement.
En 2019, il obtient le Prix de la Banque de Suède en sciences économiques en mémoire d'Alfred Nobel aux côtés de Esther Duflo et Abhijit Banerjee pour leurs travaux sur la lutte contre la pauvreté.

## Sources et références
1. ↑  (en) « Michael Robert Kremer », sur www.macfound.org (consulté le 9 décembre 2020)
2. 1 2  A.Subramanian, Mettre les théories au service de l'idéalisme
3. ↑  « Jewish Nobel Prize Winners in Economics », sur www.jinfo.org (consulté le 31 mai 2024)
4. ↑  « Michael Kremer contre les "maladies orphelines" », Le Monde.fr,‎ 19 mars 2012 (lire en ligne, consulté le 9 décembre 2020)
5. ↑  (en) « Site de WorldTeach »
6. ↑  https://www.nobelprize.org/prizes/economic-sciences/2019/summary/